# Karl Fortlage
 Der er for få eller ingen kildehenvisninger i denne artikel, hvilket er et problem. Du kan hjælpe ved at angive troværdige kilder til de påstande, som fremføres i artiklen.

Arnold Rudolf Karl Fortlage (født 12. juni 1806 i Osnabrück, død 8. november 1881 i Jena) var en tysk filosof, der var påvirket af Fichte og Beneke.
I tilknytning til Beneke betragtede Fortlage driften som det primære i sin psykologi, hvor han lagde vægt på selviagttagelsen. Fortlages vigtigste skrifter er:
- Genetische Geschichte der Philosophie seit Kant (1852)
- System der Psychologie als empirischer Wissenschaft aus der Beobachtung des inneren Sinnes (2 bind, 1855)
- Acht psychologische Vorträge (1869)
- Sechs philosophische Vorträge (1869)
- Vier psychologische Vorträge (1874), oversat til dansk i Høsts Universalbibliotek (bind 5, 1876).